# La Mégère à peu près apprivoisée
La Mégère à peu près apprivoisée est une pièce de théâtre adaptée et mise en scène par Alexis Michalik, tirée de la pièce éponyme de William Shakespeare.
L'intrigue, sur le ton de la comédie hilarante, se passe à Padoue, mais tantôt à la manière d'une comédie musicale, tantôt parlée, en faisant même parfois appel à des claquettes.
En 2009 et 2010, elle est jouée au Splendid à Paris.

## Distribution
- Alexis Michalik : Petruccio
- Dan Menasche ou Grégory Juppin: Lucentio
- Fanny Aubin : Katarina
- Olivier Dove Doevi : Batista
- Leilani Lemmet : Bianca
- Louis Caratini : Hortensio
- Régis Vallée : Tranio[3].